# Zoocosmius leptis
Zoocosmius leptis är en skalbaggsart som först beskrevs av Karl Jordan 1903. 
Zoocosmius leptis ingår i släktet Zoocosmius och familjen långhorningar. Inga underarter finns listade i Catalogue of Life.